# Плетенево (Даниловский район)
Плетенево — деревня в Даниловском районе Ярославской области. Входит в состав Даниловского сельского поселения. На 2023 год в деревне числится две улицы — Дачная и Садовая

## Население
| 2007 | 2010 |
| ---- | ---- |
| 20   | →20  |

## География
Расположено в 4 км (по шоссе) к югу от города Данилов, Плетенево связано автобусным сообщением с райцентром и соседними населёнными пунктами. Через деревню протекает реке Конча, высота центра селения над уровнем моря 167 м.